# Brachychiton acuminatus
Brachychiton acuminatus är en malvaväxtart som beskrevs av G.P. Guymer. Brachychiton acuminatus ingår i släktet Brachychiton och familjen malvaväxter. Inga underarter finns listade i Catalogue of Life.